# Zach Pfeffer
Zachary „Zach“ Louis Pfeffer (* 6. Januar 1995 in Dresher, Pennsylvania) ist ein US-amerikanischer Fußballspieler.

## Spielerkarriere

### Jugend
Peffer stammt aus der Stadt Dresher, welche im Norden von Philadelphia liegt. Er besuchte die Upper Dublin High School in Fort Washington, Pennsylvania und spielte in seiner Jugend für diverse Fußballmannschaften. 2010 nahm er an einem Semester an der IMG Academy im Rahmen des Nachwuchsprogramms der USSF teil. 2010 spielte er auch in der U-17 Auswahl von Philadelphia Union und nahm mit der Mannschaft an dem MLS U-17 SUM Cup in Houston, Texas teil.

### Philadelphia Union
Nachdem er 2010 mehrere Monate mit der ersten Mannschaft von Philadelphia Union trainieren durfte, gab er sein Debüt für die Mannschaft am 1. Oktober 2010 in einem Freundschaftsspiel gegen Deportivo Guadalajara. Am 22. Dezember 2010 unterzeichnete Pfeffer einen Home-Grown-Player-Vertrag mit Philadelphia und war damit der erste Spieler der bei Union einen solchen Vertrag erhielt. Hiermit konnte er, ohne in einer College-Mannschaft gespielt zu haben oder über einen Draft ausgewählt zu werden, von dem MLS-Franchise verpflichtet werden.
Am 17. September 2011 gab er sein Debüt, im Alter von 16 Jahren, in der Major League Soccer.
2013 wurde an die TSG 1899 Hoffenheim ausgeliehen. Dort spielte er in der A-Jugend des Bundesligavereins. Er erzielte in der Saison 2012/2013 2 Tore in 9 Spielen.
In der Saison 2014 und 2015 spielte er auch für die Harrisburg City Islanders in der United Soccer League. Dieses resultiert aus einer Partnerschaft zwischen Philadelphia Union und den Islanders.

### Colorado Rapids
Im Januar 2016 wechselte er im Austausch eines weiteren Draft Picks im MLS SuperDraft 2016 zu den Colorado Rapids.

## Nationalmannschaft
Peffer spielte bereits für die U-14 und U-15 Schülermannschaften der USA. Von 2009 bis 2010 spielte er bei der U-15/U-16 USSF FC Delco Academy mit, ehe er 2010 sein Debüt für die U-17 Auswahl der USA gab.
2012 und 2013 stand er bei mehreren Spielen der U-18 Auswahl auf dem Platz. 2014 wechselte er dann in die U-20 Juniorenauswahl und nahm mit der Mannschaft unter anderem am Dallas Cup 2014, einem renommierten Jugendturnier in den USA, teil. 2015 gab er sein Debüt in der U-23 US-Nationalmannschaft, welche sich auf die Qualifikation für die Olympischen Sommerspiele 2016 vorbereitet.